# Joseph Danos
Pour les articles homonymes, voir Danos.
Joseph Danos, né le 11 mai 1896 à Aulon en Haute-Garonne et mort à Montpellier le 31 août 1965, est un officier et résistant français.

## Première guerre mondiale
Fils d’un chef de chantier aux chemins de fer et d’une receveuse des postes, il s’engage à l’âge de 18 ans volontairement le 17 octobre 1914 à Toulouse.
Incorporé dans le 21ème régiment d’infanterie coloniale, en qualité de soldat de 2ème classe, il participera à la bataille de la Main de Massiges où il sera blessé à plusieurs reprises le 3 février 1915. Son frère aîné, le sous-lieutenant Ernest Danos, décèdera sur le même terrain d’opération, à Massiges, lors de l’offensive française du 25 septembre 1915 et sera déclaré Mort pour la France.
Réformé temporairement le 14 janvier 1916 pour cause de bacillose pulmonaire, il réintègre le service armé le 11 décembre 1916. Il termine la guerre au sein du 66ème régiment d’infanterie au sein duquel il participe à la Bataille de Lorraine-Arracourt-Parroy (il sera intoxiqué au gaz à Bauzemont le 6 décembre 1917).
A l’issue du conflit, avec 3 citations, 5 blessures, il obtient à la Croix de guerre avec 3 étoiles.

## Armée d’Orient
Rengagé le 21 septembre 1920, il est désigné pour l’armée d’Orient et rejoint le 58ème régiment d’infanterie. Il poursuivra sa carrière militaire au sein des troupes coloniales.

## Seconde guerre mondiale
Affecté à Bizerte au 10ème régiment de tirailleurs sénégalais le 15 octobre 1940, puis au Bataillon de chars des troupes coloniales, il est considéré comme étant en congé d’armistice le 15 novembre 1940.
Il reprend volontairement du service actif le 8 novembre 1942 lors de la mise en place du secteur de défense de Bizerte. Il est ensuite affecté au commandement des détachements français de liaison en Tunisie le 22 décembre 1942.
Le 11 mai 1943, il est engagé aux Forces Françaises Libres le 11 mai 1943, puis muté au commandement de Tripoli en mai 1943 puis à Alger en août de la même année. En août 1944, il sera affecté au dépôt commun des Forces Françaises Libres à Paris, puis au dépôt central en novembre 1944.
Par décret du 24 avril 1946, il est décoré de la médaille de la résistance française.

## Militant communiste
Radié des cadres le 1er juin 1946, avec le grade de colonel, Joseph Danos milite au sein du parti communiste français, tout d’abord à Aubervilliers puis en Haute-Vienne (cellule de Isle).
Proche de Georges Guingouin, et vice-président de l’association des anciens FFI et FTP de la Haute-Vienne, il soutiendra publiquement son ami lors des attaques menées par le Parti communiste contre le libérateur de Limoges,.
Joseph Danos est mort le 31 août 1965 à Montpellier.
Il est inhumé au cimetière Saint-Lazare de Montpellier

## Décorations
- Officier de la Légion d'honneur par décret du 10 juillet 1948
- Médaille de la Résistance française par décret du 24 avril 1946
- Croix de guerre 1914–1918 (3 citations)
- Médaille interalliée de la Victoire
- Médaille militaire par décret du 22 décembre 1925
- Médaille commémorative de la guerre 1914–1918
- Croix de guerre des Théâtres d'opérations extérieurs (avec palme)
- Médaille coloniale (Maroc 1922, Maroc 1925, AEF 1930, Tunisie 1943)
- Croix du combattant volontaire
- Chevalier de l'Étoile noire (Bénin) par décret du 14 février 1939
- Officier du Ouissam alaouite
- Officier du Nichan Iftikhar
- Croix de guerre (Belgique) 1914-1918
- Médaille des épidémies (bronze)
- Médaille de la Paix du Maroc